# ロバート・カリュー (1681-1721)
ロバート・カリュー（英語: Robert Carew、1681年 – 1721年9月）は、アイルランド王国の政治家。1713年から1721年までアイルランド庶民院議員を務めた。

## 略歴
ロバート・カリュー（Robert Carew、1663年以前 – 1708年ごろ、ロバート・カリューの息子）と妻アン（Anne、旧姓リン（Lynn）、アンドルー・リンの娘）の長男として、1681年に生まれた。1698年2月5日、ダブリン大学トリニティ・カレッジに入学した。
ウェックスフォード県とウォーターフォード県の治安判事を務め、1711年にはウォーターフォード県長官も務めた。
1713年から1721年までダンガーヴァン選挙区の代表としてアイルランド庶民院議員を務めた。
1721年9月に死去、長男ロバートが遺産を継承した。

## 家族
1710年8月、エリザベス・シャップランド（Elizabeth Shapland、1765年ごろ没、ジョン・シャップランドの娘）と結婚、3男1女をもうけた。
- ロバート（1715年ごろ – 1740年8月18日） - アイルランド庶民院議員、子供なし[1][3]
- シャップランド（1716年 – 1780年10月） - アイルランド庶民院議員。1744年2月18日、ドロシー・ドブソン（Dorothy Dobson、1784年ごろ没、アイザック・ドブソンの娘）と結婚、子供あり[1][2][3]
- トマス（1718年8月11日 – 1793年6月5日） - アイルランド庶民院議員、子供あり[1][2]
- エレン（Ellen） - クリスマス・ポール（Christmas Paul）と結婚[2][3]